# I'm in Love with a Monster
I'm in Love with a Monster è un singolo del gruppo musicale statunitense Fifth Harmony, pubblicato il 14 agosto 2015 come primo estratto dalla colonna sonora del film d'animazione Hotel Transylvania 2.

## Video musicale
Il video musicale è stato reso disponibile il 27 agosto 2015.

## Tracce
Testi e musiche di Harmony Samuels, Carmen Reece, Smokey Jones, Edgar Etienne e Ericka J. Coulter.
1. I'm in Love with a Monster – 3:31

## Formazione
Musicisti
- Fifth Harmony – voci
- Edgar "JV" Etienne – chitarra
- Harmony "H-Money" Samuels – strumentazione (tranne chitarra)

Produzione
- Harmony "H-Money" Samuels – produzione
- Jose Cardoza – registrazione
- Bart Schoudel – registrazione
- Mike Geluz – registrazione
- Jaycen Joshua – missaggio
- Ryan Kaul – assistenza al missaggio
- Maddox Chhim – assistenza al missaggio

## Classifiche
| Classifica (2015) | Posizione massima |
| ----------------- | ----------------- |
| Belgio (Fiandre)  | 73                |